# Madinayakanahalli, Chik Ballapur
Madinayakanahalli là một làng thuộc tehsil Chik Ballapur, huyện Kolar, bang Karnataka, Ấn Độ.